# آموزش کل گرا
در دهه ۱۹۷۰ جنبشی شکل گرفت مبتنی بر این امر که هر فردی در پیوند با جامعه، جهان طبیعی و ارزش‌های معنوی می‌تواند هویت فردی و معنای زندگی خود را بیابد. طرفداران چنین آموزشی تصور می‌کردند که احترام درونی قائل شدن برای زندگی و عشق به یادگیری از طریق برنامه درسی و بسته‌های آموزشی تحقق پیدا نمی‌کند بلکه درگیر شدن با زندگی واقعی است که چنین امری را محقق می‌سازد. این جنبش برگرفته از نظریات پیشگامانهٔ کسانی است که به آموزش پیشرونده باور داشتند. کسانی مانند پستالوزی، امرسون، آلکات، دیویی، روسو و فروبل، مازلو، راجرز، مونتسوری، استاینر، که معقتد بودند آموزش و پرورش هنر پروراندن همهٔ ابعاد جسمی، روانشناختی، عاطفی، اخلاقی، و معنوی کودک است. معلمان با ترویج فرهنگ همکاری به جای رقابت، استفاده از تجربیات واقعی زندگی، هنرهای نمایشی، تشویق به تأمل و پرسشگری به جای حفظ کردن واقعیت‌های علمی در واقع تلاش می‌کنند تا چنین رویکردی را پیش بگیرند.
ران میلر در کتابش سه جهت‌گیری تاریخی در جریان آموزش و پرورش شناسایی می‌کند نخست جهت‌گیری انتقال: این جهت‌گیری جهان را به صورت تکه‌تکه می‌بیند و برنامه درسی به واحدهای جدا تقسیم شده‌است و وظیفه معلم انتقال تکه‌های دانش، باور و ارزش پذیرفته شده در جامعه به دانش آموزان است. دومین جهت‌گیری جهت‌گیری تبادل است که تصور می‌کند جهان قطعاتی در حال تغییر دائمی است و آموزش فرایند حل مسئله است و معلمان راهنمایی هستند تا دانش آموزان را به پرسشگری و حل مسئله تشویق کنند. نظریات دیویی و جنبش آموزش پیشرونده نیز در این جریان قرار می‌گیرند که معقتدند دانش آموز در تبادل با محیط اطراف خویش می‌آموزند. جهت‌گیری سوم تبدیل/دگرگونی است که جهان را به شکل کل‌هایی درون کل‌ها می‌بیند (مثل عروسک‌های روسی تو در تو) در این جریان سوم نوعی نگاه تکامل گرایانه وجود دارد و معتقد است که هر موجودی به سمت تعالی خودش باید حرکت کند. در این جهت‌گیری رابطهٔ فعالانهٔ انسان با جهان است که باعث می‌شود زندگی معنا پیدا کند و هدف آموزش رشد کلی دانش آموز است و معنویت به معنای زنده نگه داشتن حس حیرت است. از نظر میلر این جهت‌گیری بیشتر یک ابرالگوی آموزشی است تا رویکرد.
در رویکرد کل گرا بین واقعیت و تجربه پیوندی درونی وجود دارد. بر پیوند کل جزء توجه می‌کند و معتقد است با نگاه به کل فهم بهتری می‌توان از اجزا داشت. می‌خواهد کودک به عنوان یک کل رشد کند و می‌خواهد کودک در پیوند با کل‌های دیگر رشد کند. این رویکرد به سان سفری برای معلم و دانش آموز است و در طول این سفر طرفین در بستر مدرسه ای به وسعت جهان تجربه کسب می‌کنند و تغییر می‌کنند. یکی از پیامدهای پذیرش رویکرد کل گرا توجه به بی همتایی دانش آموزان است به این معنی که تعالی هر فرد با دیگری مسیر متفاوتی دارد و آموزش مناسب باید متناسب با نیازهای فردی تنظیم شود. از این روست که طرفداران این رویکرد به یک مسیر واحد باور ندارند و معتقدند به تعداد آدم‌ها مسیر آموزشی وجود دارد.